# Tour de Kone
La tour de Kone (en anglais : Koneen torni) est une tour située dans la section Keilaniemi du quartier d'Otaniemi à Espoo en Finlande. 

## Description
La tour conçue par Antti-Matti Siikala pour abriter le siège de la société Kone, compte 18 niveaux et mesure 72,6 m de hauteur.
La tour a un cadre en acier, les planchers des étages sont en matériaux composites.
Les façades sont principalement en verre, les doubles vitres sont sérigraphiées. Le bâtiment est construit par Skanska.